# Dolorès (Disney)
Pour les articles homonymes, voir Dolores.
Dolorès est une éléphante apparue aux côtés de Dingo (plutôt sous Dingo) dans le film Tiger Trouble en 1945. Elle est d'abord asexuée et anonyme, servant de monture à Dingo lors d'une chasse au tigre. Elle y commence une carrière de second rôle.
L'éléphant réapparaît dès 1948 dans Dingo et Dolorès (The Big Wash) avec le nom de Dolorès, indiquant que c'est une éléphante. Elle est alors un éléphant de cirque aux États-Unis, Dingo devant lui administrer un bain...
Dolorès apparait ensuite aux côtés de Donald Duck, dans la guerre qui l'oppose à Tic et Tac, dans le film Les Cacahuètes de Donald (Working for Peanuts, 1953). Elle est alors un éléphant de zoo, où Donald travaille comme gardien. Ce film est la dernière apparition de Dolorès, mais la première aux côtés de Donald qui trouve ici l'un de ses rares alliés dans sa "guerre" contre Tic et Tac.